# Rupert Schützbach
Rupert Schützbach (* 4. Dezember 1933 in Passau-Hals) ist ein deutscher Diplom-Finanzwirt, Zollbeamter i. R. und Schriftsteller.

## Leben
Schützbach ist ein über die Grenzen Bayerns hin bekannter Aphoristiker und Epigrammatiker mit zahlreichen Veröffentlichungen.
Es besteht eine Mitarbeit bei Zeitschriften und Tageszeitungen. Außerdem verfasste er Beiträge in Anthologien, Schulbüchern, Kalendern, im Rundfunk und im Fernsehen.
Er ist Mitglied im PEN-Club, Humboldt-Gesellschaft, Regensburger Schriftstellergruppe International, Passauer Literaturkreis.
Schützbach ist verheiratet und lebt in Passau-Hals.

## Veröffentlichungen (Auswahl)
- "Weltanschauung", Aphorismen & Definitionen & Sprüche aus zwanzig Jahren, Tiefenbach 2004.
- "Aus aller Herzen Länder", Aphorismen, Hauzenberg 2007.
- "Kurzer Reifungsprozess", Epigramme, Hauzenberg 2008.
- "Ohne Gott geht gar nichts", Aphorismen (zusammen mit Bildern von Eva Maria Fuchs), Passau 2011.
- "Die Ilz ist ein Iltis", Fluss-Gedichte, Hauzenberg 2013.
- "SpruchSprudel", Aphorismen, Hauzenberg 2016.

## Auszeichnungen
- Kultureller Ehrenbrief der Stadt Passau (1991)
- Kulturpreis des Landkreises Passau (2013) auf dem Gebiet der Literatur.